# Paschal Beverly Randolph

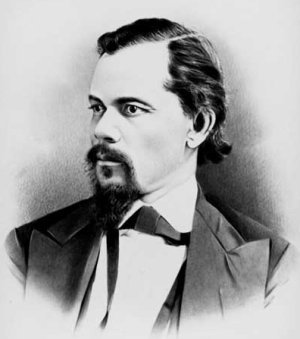
Paschal Beverly Randolph

Paschal Beverly Randolph (New York, 8 oktober 1825 – 29 juli 1875) was een Afro-Amerikaans arts, occultist en rozenkruiser.
Zijn naam wordt met twee feiten geassocieerd:
- Randolph stichtte de Fraternitas Rosae Crucis, de eerste Rozenkruisersorde in de Verenigde Staten.
- Hij is de auteur van het ophefmakende boek Magia sexualis, waardoor hem het vaderschap wordt toegeschreven van de moderne seksuele magie.

Eliphas Levi, die hij in Parijs had ontmoet, gaf hem onderricht over de magische spiegels van Saint-Germain en verzocht hem bepaalde boeken te schrijven. Abraham Lincoln zou erg onder de indruk geweest zijn van Randolph, maar dit had wellicht te maken met zijn uitgesproken sociale filosofie.